# Exit (Windows)
 (février 2018).
Si vous disposez d'ouvrages ou d'articles de référence ou si vous connaissez des sites web de qualité traitant du thème abordé ici, merci de compléter l'article en donnant les références utiles à sa vérifiabilité et en les liant à la section « Notes et références ».
Pour les articles homonymes, voir Exit.
exit est une commande MS-DOS permettant de quitter la console, elle est souvent utilisée pour quitter un programme dans la console ou bien quitter la console elle même.

## Exemples d'usage
La commande peut également être utilisé dans un des programmes de la console comme la commande ftp.